# Ibrahim el-Salahi
Ibrahim el-Salahi (Omdurman, 5 september 1930) is een Soedanees kunstschilder en voormalig politicus.

## Levensloop
El-Salahi studeerde kunst aan de School of Design van de Gordon Memorial College, tegenwoordig de universiteit van Khartoem. Vervolgens ging hij voor de periode van 1954-57 met een studiebeurs van de Slade School of Fine Art naar Londen en verbleef toen ook enige tijd in Perugia om bekend te worden met de renaissancekunst. Terug in Soedan gaf hij les aan de school voor schone en toegepaste kunsten in Khartoem.
Hij wordt beschouwd als een pionier in Soedanese kunst en was lid van de Khartoem-school die werd opgericht door Osman Waqialla. In de jaren zestig was hij betrokken bij de Mbari Club in Ibadan in Nigeria.
In 1962 ontving hij een studiebeurs van de UNESCO in de Verenigde Staten en bezocht hij Zuid-Amerika. Van 1964 en 1965 keerde hij terug naar de VS met ondersteuning van de Rockefeller Foundation en in 1966 leidde hij de Soedanese delegatie tijdens het eerste Black Art Festival in Dakar.
El-Salahi was assistent cultureel attaché bij de Soedanese ambassade in Londen van 1969 tot 1972, waarna hij terugkeerde naar Soedan als cultuurdirecteur en vervolgens als onderminister van Cultuur en Informatie tot september 1975, toen hij zes maanden lang zonder aanklacht gevangen werd gezet. Daarna verliet hij het land, waarbij hij eerst enkele jaren in Doha, Qatar, werkte totdat hij zich vestigde in Oxford.
Hij ontwikkelde een eigen stijl en verwerkte als een van de eerste kunstenaars Arabische kalligrafie in zijn schilderijen. Zijn werk ontwikkelde zich in verschillende fases. De eerste periode verloopt van de jaren vijftig tot zeventig en worden gedomineerd door elementaire vormen en lijnen. Vervolgens werd zijn werk eind jaren zeventig meer meditatief, abstract en organisch. Daarna werkte hij voornamelijk met zwart en wit en lag de nadruk op het lijnenspel.
Ibrahim el-Salahi werd in 2001 onderscheiden met een Prins Claus Prijs.
In de zomer van 2013 vond een belangrijke expositie plaats in het Tate Modern in Londen met een terugblik op zijn gehele oeuvre.

## Solotentoonstellingen
- 1960: Grand Hotel Exhibition Hall, Khartoem
- 1961: Mbari Gallery, Ibadan
- 1963: Academy of Fine Art, Calcutta
- 1963: Middle East House, Washington D.C.
- 1963: Institute of Contemporary Arts, Londen
- 1963: Galerie Daberkow, Frankfurt am Main
- 1965: Museum of Modern Art, New York
- 1966: Philadelphia Museum of Art, Philadelphia
- 1967: Institute of Contemporary Arts, Londen
- 1967: Galerie Lambert, Parijs
- 1969: French Cultural Centre, Khartoem
- 1969: Nommo Gallery, Kampala
- 1969: Camden Arts Centre, Londen
- 1972: Galerie Agysimba, Berlijn
- 1974: Art Gallery, N.C.C.A.L., Koeweit
- 1978: Maison de la Culture, Reims
- 1984: Iwalewa-Haus, Bayreuth
- 1990: Iwalewa-Haus, Bayreuth
- 1992: Savannah Gallery, Londen
- 1992: Whitechapel Art Gallery, Londen
- 2012: Sharjah Art Museum, Sharjah, Verenigde Arabische Emiraten
- 2013:Tate Modern, Londen